# Veronica Kaup-Hasler
Veronica Kaup-Hasler (Dresda, 16 luglio 1968) è una critica teatrale, drammaturga e politica austriaca e, dal 24 maggio 2018, consigliera comunale di Vienna nel governo statale e nel Landesregierung und Stadtsenat Ludwig I, responsabile per la cultura e la scienza. Dal 2006 al 2017 è stata direttrice artistica del festival Steirischer Herbst..

## Biografia

### Infanzia e studi
Veronica Kaup-Hasler nasce nella Dresda della Repubblica Democratica Tedesca dalla cantante tedesca Friedrun Kaup e dell'attore austriaco Ferdinand Kaup. Nel 1970, la famiglia riuscì a emigrare dalla DDR a Vienna. Dopo il diploma di scuola superiore, Kaup-Hasler iniziò a studiare tedesco, studi teatrali, scienze politiche ed etnologia all'Università di Vienna, laureandosi in studi teatrali nel 1993.

### Gli esordi lavorativi
Dopo aver lavorato come drammaturga al Theater Basel dal 1993 al 1995, ha lavorato come drammaturga del Vienna Festival dal 1995 al 2001 e, dal 1998, come assistente artistica del regista teatrale Luc Bondy. Oltre a questa attività, è stata anche docente presso l'Accademia di belle arti di Vienna nella masterclass di Erich Wonder dal 1998 al 2001.
Dal 2001 al 2004, ha diretto il Festival Theaterformen. Sotto la sua guida, il festival di teatro e performance contemporanea d'avanguardia si è affermato anche come un luogo di incontro con altre forme d'arte. Veronica Kaup-Hasler è stata inoltre giurata in diverse giurie e fondazioni internazionali ed è stato membro del Consiglio Universitario dell'Università per la musica e le arti interpretative di Vienna dal 2008.

### Lo Steirischer herbst
Alla fine di settembre 2004, Veronica Kaup-Hasler è stata nominata direttrice artistica del festival d'arte contemporanea Steirischer Herbst, che ha diretto dal 2006 al 2017. Durante i dodici anni della sua direzione artistica, il festival ha rafforzato la sua presenza in Stiria fuori Graz, anche grazie al film Die Kinder der Toten (Film) (2017), il primo adattamento cinematografico dell'omonimo romanzo di Elfriede Jelinek nelle location originali di Neuberg an der Mürz e dintorni. Inoltre, la Kaup-Hasler ha promosso la natura multi-genere del festival inserendo nel programma focus e discussioni come Truth is Concrete, oppure un Campo maratona 24 ore su 24, 7 giorni su 7 di una settimana che analizzava le strategie artistiche in politica e le strategie politiche nell'arte, assieme a numerose anteprime e prime esibizioni nei campi del teatro e della danza. Inoltre, sotto la sua guida, il festival è diventato parte della rete culturale NXTSTP finanziata dall'Unione Europea nel 2007.
Nell'estate del 2016, Kaup-Hasler annunciò che si sarebbe dimessa dall'incarico di direttrice artistica dopo il festival del 2017. Con 12 anni come direttrice del festival, è stata la direttrice artistica più longeva nella storia dello steirischer herbst. Nel gennaio 2018, Ekaterina Degot le è succeduta.

### 2018: L'attività politica
Il 14 maggio 2018, Kaup-Hasler è stata presentata dal sindaco designato Michael Ludwig come futura Assessore alla Cultura della Città di Vienna dal Governo Regionale e dal Senato Cittadino Ludwig I, succedendo ad Andreas Mailath-Pokorny. È stata nominata dall'SPÖ. Nella XXI legislatura (Governo Regionale e Senato Cittadino Ludwig II), ha anche guidato i gruppi economici per l'arte e la scienza della Città di Vienna in qualità di consigliere comunale.

## Pubblicazioni
- Where Are We Now? (Hrsg.), The Green Box, Berlin 2017, ISBN 978-3-941644-97-7.
- herbst. Theorie zur Praxis (2006–2017)
- Truth is concrete. A handbook for artistic strategies in real politics (2014)
- Archiv Peter Piller – Materialien (D) Publikation zur Peripheriewanderung Graz (2010)